# Bronė Mingilaitė-Uogintienė
Bronė Mingilaitė-Uogintienė (* 10. April 1919 in Sankt Petersburg; † 13. Juli 1983 in Vilnius) war eine litauische Malerin und Illustratorin.

## Leben
Bronė Mingilaitė wurde am 10. April 1919 in Sankt Petersburg geboren und wuchs in Šiauliai auf. Sie studierte von 1936 bis 1940 an der Kunstschule in Kaunas. Ihre Lehrer dort waren Petras Kalpokas und Justinas Vienožinskis. 1943 schloss sie ihre Studien an der Kunstakademie Vilnius ab. Von 1947 bis 1953 lehrte sie an der Akademie. 1944 beteiligte sich Mingilaitė erstmals an einer Ausstellungen. Es handelte sich um die letzte Schau vor der sowjetischen Besatzung. Der Kunstkritiker Juozas Keliuotas wertete ihren Beitrag folgendermaßen: „Die Porträts und Landschaften von Bronė Mingilaitė sind mit großer Sensibilität gemacht, aber sie haben noch keinen ausgeprägteren Charakter.“ In der Folge war Mingilaitė freischaffende Künstlerin und verdiente Teile ihres Lebensunterhaltes mit dem Illustrieren von Zeitschriften und Büchern für Kinder. So bewahrte sie sich laut Solveiga Daugirdaitė eine gewisse Freiheit in ihrer Malerei. Im Jahr 1969 veranstaltete sie eine Ausstellung ihrer Werke, die in Vilnius, Kaunas, Panevėžys und Šiauliai gezeigt wurde.
Mingilaitė war mit dem Maler Bronius Uogintas (1913–1988) verheiratet. Die beiden hatten einen Sohn, Bronius Uogintas (1946–2013), der ebenfalls Künstler war, und eine Tochter, Gintarė Uogintaitė, die 1955 geboren wurde. Ab 1964 verbrachte die Familie die Sommer in Palanga, wo sie ein Haus gebaut hatten.
Am 13. Juli 1983 verstarb Bronė Mingilaitė in Vilnius. Sie wurde auf dem Friedhof Antakalnis begraben.

## Werk
Charakteristisch für das künstlerische Schaffen Mingilaitės ist der rhythmische Einsatz von Farbflecken und die Nutzung der Farbe zur Erzeugung von Stimmung in den Gemälden. Sie schuf zahlreiche Porträts bekannter Litauer, unter anderem von Kazys Boruta im Jahr 1963, Giedrė Kaukaitė und Rūta Staliliūnaitė im Jahr 1973, Barbora Radvilaitė im Jahr 1975 sowie Petras Rauduvė und Antanas Vengris im Jahr 1977. Im Jahr 1943 fertigte sie das Porträt eines Mannes (Mann aus Vilnius) an, das einen Mann mit Mantel und Hut sowie auf seiner Faust abgestützten Gesicht zeigt. Vor ihm auf dem Tisch stehen eine Tasse und eine Bierflasche. Die Identität des Dargestellten ist nicht bekannt, jedoch war dieses Porträt Mingilaitės laut Angaben ihrer Tochter besonders wichtig und befindet sich weiterhin im Familienbesitz. Giedrė Jankevičiūtė deutet dieses Bildnis als eine typische Darstellung für die Zeit der deutschen Besatzung Litauens. Der enge Raum würde auf die Gefahren der äußeren Welt verweisen, die Dargestellten traurig, müde und apathisch wirken.
Daneben malte sie Stillleben, die oftmals Blumenmotive zeigten, wie etwa Ramunės (Kamille), Gėlės ir keramika (Blumen und Keramik), Tulpės (Tulpen), Kalijos (Zantedeschien), Ciklamenai (Alpenveilchen) und Saulėgrąžos (Sonnenblumen). Mingilaitė betätigte sich außerdem als Landschaftsmalerin. So schuf sie zum Beispiel 1963 das Gemälde Prie Neris (Bei der Neris). Sie illustrierte auch mehrere Bücher: Būsimasis kapitonas (Zukünftiger Kapitän) von Mykolas Sluckis, Kai pavysi, tai prarysi. Lietuvių liaudies pasaka (Wenn Sie sich gut fühlen, werden Sie es schlucken. Litauisches Volksmärchen) und Mano spalvos (Meine Farben), das Kostas Kubilinskas verfasst hatte. Daneben fertigte Mingilaitė einige Dekorationen für das Puppentheater in Vilnius an.
Mit den gewählten Sujets konnte sich Mingilaitė im sowjetischen Kunstbetrieb laut Solveiga Daugirdaitė eine gewisse Freiheit bewahren, zählte jedoch nicht zu den geförderten Künstlern und Künstlerinnen, da ihr Individualstil Abstand zur allgemein akzeptierten Malweise aufwies. Nach der Unabhängigkeit sei sie hingegen nicht wiederentdeckt worden, weil ihr Stil nicht modern genug gewesen sei.
Die Nationalgalerie Vilnius verfügt über Werke Mingilaitės. Im Jahr 2011 wurde ihr eine Retrospektive in Vilnius gewidmet. 2019 gehörte sie zu den in der Ausstellung Vilnius Dialeje 1939-1956 (Kunst in Vilnius 1939-1956), die in der Gemäldegalerie Vilnius veranstaltet wurde, gezeigten Künstlern.